# Паџетова болест
Паџетова болест представља обољење костију непознате етиологије. Чешће се јавља код мушкараца. У клиничкој слици доминирају бол, деформације и фрактуре (преломи) костију. Најчешће су захваћени карлица, кичмени стуб и лобања. Обично се прво појаве фрактуре, мада болест годинама може бити асимптоматска. Паџетова болест има спору прогресију, а прогноза зависи од броја и тежине оштећења захваћених костију.
Болест је добила име по британском хирургу, сер Џејмсу Паџету, који је први описао ово стање.

## Дијагноза
Дијагноза се поставља на основу рендгенографског снимка. На снимцима се виде остеопороза, остеокластичне зоне, дезорганизација костију, тако да оне имају „вунаст“ изглед. Запажају се и бројни преломи и то најчешће на дугим цевастим костима. У крвном серуму је повишена алкална фосфатаза, док су концентрације калцијума и фосфора нормалне.

## Лечење
У терапијске сврхе се користе: аналгетици, нестероидни антиреуматици, калцитонин, дифосфонати и митрамицин. Код фрактура и компресије нерава се прелази и на ортопедско-хируршко лечење, а важан елеменат терапије је и рехабилитација.